# Phare d'Inishgort
Le phare d'Inishgort est un phare situé sur une petite île à l'entrée du port de Westport en baie de Clew Bay dans le Comté de Mayo (Irlande). Il est géré par les Commissioners of Irish Lights (CIL).

## Histoire
La maison-phare a été construite en 1827 sur une petite île nommée Inishgort. Selon le CIL l'ouvrage aurait été réalisé en 1806. La tour mesure 8 m de haut, avec lanterne et galerie, peinte en blanc. Le logement du gardien et les bâtiments annexes sont entourés d'un mur de pierre, peint en blanc. Il émet un flash blanc de 2 secondes toutes les 10 secondes, marquant la direction du port de Murrisk. La lumière est alimentée par énergie solaire depuis 2000.
Seulement accessible en bateau, Le site reste ouvert mais la station est fermée.